# Miguel Gutiérrez Garitano
Miguel Gutiérrez Garitano (Galdácano, 1977) es un viajero, explorador y escritor que ha llevado a cabo y liderado 12 expediciones desde 2003 a lugares remotos y zonas de conflicto; actividad que ha redundado en libros y películas, además de reportajes de viaje que el vasco recoge en su blog.

## Vida personal
Siendo un niño se trasladó a Vitoria junto a familia, su padre el doctor en medicina y especialista en psiquiatría, Miguel Gutiérrez Fraile y su madre la bióloga, Maite Garitano Caballero. Creció y se formó en la capital alavesa, ciudad en la que reside en la actualidad. Lee desde que tiene uso de razón y escribe desde los siete años, cuando escribió sus primeras poesías y una mini novela de piratas llamada Pegaso. En estos primeros momentos fue la poesía el género que más se adaptaba a su sed de experiencias. Regalaba poemas a amigos y seres queridos publicando algunos en la revista del instituto donde cursaba estudios.
Inquieto y amante de los espacios abiertos, a Gutiérrez Garitano siempre le costó permanecer en el aula, pero nunca ha dejado de escribir. De 1995 a 1998 se matriculó en la Universidad de Zaragoza, y durante su estancia ganó el premio universitario de poesía Colegio Mayor Cerbuna (1998).
Tras vivir unos meses en Londres y desempeñar todo tipo de empleos en bares, fábricas, y ferias de muestras, fue definiendo su personalidad y su camino. En 2003 se licenció en Historia por la Universidad del País Vasco enfocando estos conocimientos hacia la escritura, más tarde realizó el máster de periodismo —impartido por El Correo(UPV)— cursado ese mismo año junto a otro posgrado en Arte Contemporáneo Vasco (Universidad de Deusto). Fue a través del diario El Correo que Gutiérrez Garitano tomó contacto con la técnica periodística del reportaje, que adaptaría más tarde a sus libros. También hizo sus pinitos en el mundo del arte contemporáneo a través de dos becas que se desarrollaron en Artium, Centro Museo Vasco de Arte Contemporáneo de la capital vasca, cuyo desarrollo coincidió con la apertura del centro.
Durante esta etapa dedicó su tiempo a perfilar el inglés y alemán, viajar y desarrollar uno de sus mayores pasiones: el montañismo, así fundó, junto a dos amigos, el Club de Montaña Bardulia.
Desde entonces hasta 2006 no dejó de viajar ni de escribir. Escritor, bloguero y periodista freelance, firmó decenas de reportajes para revistas (Clío, Distinto, Pirenaika…) y diarios (El Correo, El Norte de Castilla, ABC…). Fue, además, redactor de informativos y reportero de Canal Euskadi, conferenciante y colaborador habitual de programas de radio sobre viajes y aventuras (Aventureros, La Casa de la Palabra, Levando Anclas, Álava y Punto…). Hasta que, en 2007, consiguió una plaza de funcionario y su relación con los medios quedó reducida a colaboraciones puntuales en aquellos momentos previos o posteriores a sus viajes y para hablar de estos.
Coleccionista de libros y documentos sobre viajes y exploración, su biblioteca especializada alberga más de 4000 ejemplares. También ha impartido conferencias y publicado artículos sobre los exploradores de los siglos XIX y XX, para instituciones como la Real Sociedad Bascongada de Amigos del País, la Sociedad de Estudios Vascos y la Sociedad Geográfica Española, entre otras. Es Presidente de la Sociedad Geográfica La Exploradora-Elkarte Geografikoa, y miembro de la Sociedad Geográfica Española, del South American Explorers Club, de la Asociación Africanista Manuel Iradier, y de la Asociación Alavesa de Amigos de Apoyo al Sahara Occidental.

## Manuel Iradier y Bulfi
Una de las figuras a la que más tiempo ha dedicado es el explorador vasco Manuel Iradier y Bulfi, de quien ha publicado una biografía, Apuntes de la Guinea: vida, obra y memoria de Manuel Iradier y Bulfi (Ikusager, 2012). Coincidiendo con el centenario de la muerte de este explorador, Gutiérrez inspiró, como miembro de la Asociación Africanista Manuel Iradier, la exposición Manuel Iradier, cien años de un mito.

## Expediciones
Guinea Ecuatorial 2003 y 2005
En 2003 y 2005 llevó a cabo dos viajes a Guinea Ecuatorial siguiendo los pasos del explorador decimonónico vasco Manuel Iradier, expediciones que el mismo financió y que redundaron en el libro La aventura del Muni (Ikusager, 2010). La obra -cofinanciada por el propio autor- fue prologada por el escritor Javier Reverte.
En palabras del propio autor el libro es «un híbrido entre el reportaje y la poesía», supuso una renovación del género de la literatura de viajes; se hizo con el IV Premio de Literatura de Viajes Camino del Cid 2011, el galardón más importante de Europa en este género para libros editados. 
Durante sus viajes por Guinea Ecuatorial, cruzó algunos de los lugares selváticos más remotos del país y consiguió contactar con la secta secreta del Bwiti, cuyos ritos y ceremonias, hasta entonces poco conocidas, reportó en su libro. 
Brasil 2009
En 2009, Miguel Gutiérrez viajó a Brasil con intención de seguir las rutas de algunos exploradores poco conocidos, tales como el coronel británico Brian Fawcett en el pantanal brasileño y la sabana de Mato Grosso. Tras descender el Amazonas desde Manaos hasta Santarem y recorrer la transpantaneira, junto a sus amigos Txefo Alberdi y Josemi Frutos, acampó en las zonas pantanosas. Ya solo realizó varias excursiones a las sierra de Roncador y de Ricardo Franco. Tras esta expedición quedó convencido de que "la ciudad perdida" que el británico buscaba en la espesura del Mato Grosso, a la que denominaba Z, no era en realidad sino un grupo de formaciones naturales situadas cerca de la aldea de barra do Garças.
Ecuador 2012
En el verano de 2012, cruzó la Zona Intangible del Yasuní a bordo de un kayak hinchable, descendiendo por los ríos Tiguino y Shiripuno. Su intención era recabar información sobre los denominados invisibles, o indígenas no contactados de las tribus tagaeri y taromenane, que mantienen una guerra feroz con los colonos y otros miembros de la etnia huaorani. También se interesó por los cambios culturales que están sufriendo estas etnias amazónicas. El guía de Gutiérrez, el huaorani Kaiga Bahiua, fue asesinado poco después por los taromenane, que salieron de la selva y alancearon a su amigo hasta matarlo.
Perú 2011, 2012, 2015 y 2016
Entre 2011 y 2016, ha liderado cinco expediciones a la selva peruana en pos de las ciudades incas del reino perdido de Vilcabamba, que fue el último reducto inca antes de caer ante los conquistadores. Fueron rutas históricas, donde Gutiérrez repasó los pasados hechos de la conquista y que luego serían publicadas en forma de libro por la editorial Esfera de los libros, bajo el título Vilcabamba, el reino escondido: historia del mayor misterio de los Andes. Los derechos de autor los cedió el explorador a la Asociación Africanista Manuel Iradier, por lo que se trató de una edición de carácter solidario. En la expedición de 2015, conocida popularmente como Mars Gaming Expedition, su equipo descubrió un conjunto de ruinas y tumbas prehispánicas en las montañas de Vilcabamba.
Sahara Occidental 2014
En 2014, llevó a cabo un viaje a Sahara Occidental para denunciar la existencia del el muro marroquí, una construcción de casi 3.000 kilómetros, flanqueado de minas y custodiado por 100.000 soldados alauíes, construido a consecuencia del conflicto del Sahara Occidental. Junto a su hermano Rafa Gutiérrez, Miguel cruzó el Sahara controlado por Marruecos, acercándose al muro en la zona de Auserd, donde tuvo un incidente en un campo minado que a punto estuvo de costarle la vida. Después los hermanos pasaron a Mauritania donde investigaron las rutas yihadistas hacia Argelia. Además, con una patrulla del Frente Polisario, patrullaron y exploraron el desierto del Tiris en la zona controlada por la RASD, una de las zonas más remotas del Sahara.
Iraq 2015 y 2016
Miguel Gutiérrez ha estado los últimos años muy preocupado e interesado por el resurgimiento del islamismo radical violento; en concreto desde la aparición en escena del Estado Islámico. Con afán de preparar un libro sobre este asunto, el explorador se desplazó a Irak en 2015 y 2016 respectivamente. En el primer viaje, recorrió los 1.000 kilómetros del frente kurdo contra Daesh, visitando a combatientes kurdos y extranjeros y evaluando los horrores perpetrados por los yihadistas.
Ártico 2017
En verano de 2017, el periodista lideró la iniciativa Mars Gaming Northabout Expedition, una exploración que pretendía batir el récord de latitud norte para un velero de 15 metros sin quedar atrapado por el hielo y alcanzar algunos picos vírgenes y el Polo Geomagnético. La abundancia de grandes bloques de hielo de banquisa y de fuertes vientos hicieron imposibles estos objetivos, pero no el de conseguir rodar en algunas de las áreas más salvajes del planeta; rodaje que redundará en un futuro en una campaña orquestada desde la Sociedad Geográfica La Exploradora -e impulsada por Laura Hernández y Miguel Díaz, de Mars Gaming- para denunciar el deterioro de los ecosistemas debido al cambio climático.
Expedición Juan Álvarez de Maldonado 2019
Del 23 de julio al 8 de septiembre de 2019, se embarca en una nueva expedición que supone el tercer viaje de una serie de proyectos emprendidos en la selva amazónica. Objetivo: seguir la ruta de los hombres de Álvarez de Maldonado y otros conquistadores desde Cuzco, pasando por Paucartambo. Recorreremos el río Madre de Dios desde Atalaya en Perú, hasta Abuná, en Brasil, pasando por, Riberalta en Bolivia, siguiendo los pasos del conquistador y sus hombres, buscando los lugares que ellos conocieron, y contrastando el estado actual del río con aquel que acogió a los españoles. En este sentido, por un lado se trata de una investigación histórica, que pretende dar sentido al enigma histórico, no sólo del Paititi, sino de los nombres de etnias, ríos, montañas y fortalezas que aparecen en la relación de Maldonado. Asimismo, se tratará de un viaje periodístico, que buscará el contacto con los pobladores actuales, sus vidas, sus problemas, así como temas ineludibles como el ecologismo, la amenaza de la minería ilegal, etc.
Pakistán 2021
En abril de 2021 cree haber localizado en Pakistán dos ciudades perdidas fundadas por Alejandro Magno: Alejandría Nicaea y Alejandría Bucéfala, donde además encuentra el túmulo funerario que podría albergar los restos del legendario caballo del conquistador macedonio.
Para llevar a cabo esta expedición, pasó dos años estudiando la batalla de Hidaspes (siglo IV a. C.) que enfrentó a Alejandro Magno y al rey indio Poros. A finales de abril de 2021 viaja durante ocho días al escenario de la contienda con la idea de alumbrar un proyecto sobre este hallazgo.

## Literatura de viajes
Por encima de todo Miguel Gutiérrez Garitano es un viajero. Su carrera como escritor pretende educar y poner el acento en diversos asuntos de índole histórica, así como denunciar o informar de injusticias sociales; busca incansablemente historias que contar y transmitir desde lugares recónditos. 
Es el impulsor y dinamizador de la obra de literatura solidaria Inquietos vascones que publicó la editorial Desnivel en febrero de 2013; el libro es un compendio de relatos viajeros de los más señalados periodistas y escritores viajeros vascos y navarros. Además de coordinador de dicha obra -iniciativa humanitaria llevada a cabo como miembro de la Asociación Africanista Manuel Iradier-, es uno de los coautores, pues firma el relato Un idiota en el mundo perdido. Su última publicación es -junto al libro sobre Vilcabamba editado por Esfera de los Libros- el ensayo sobre historia de la exploración científica –escrita a medias con su padre Miguel Gutiérrez Fraile, Doctor…Supongo (Ikusager 2013). También está volcado en la publicación de crónicas, noticias y comentarios a través de su blog Exploradoressa.blogspot.com.
Tampoco ha abandonado la poesía. El poemario Voces fronterizas (Psikor 2008), que es una recopilación de su obra lírica, fue su primera obra publicada. Pertenece a la Asociación de Escritores de Álava Krelia.a. Con ellos y de la mano del grupo de la revista La Botica y de la asociación Amba ha participado en recitales y publicado, poesías y relatos. Ha publicado poemas también en los libros colectivos El amor, los espejos, el tiempo, el camino (Arte Activo Ediciones, 2012).

## TEDxVitoriaGasteiz
En 2017 participó en TED, en la edición TEDxVitoriaGasteiz, con la intervención "Un mundo para explorar".

## Premios y reconocimientos
- 2022 -- Miembro de Honor SAGCR - Sociedad Astronómica y Geográfica de Ciudad Real.
- 2012 -- Primer Premio de Relatos de Viaje Mikel Essery.
- 2011 -- IV Premio Internacional de Literatura de Viajes Camino del Cid.

## Obra
- Vilcabamba, el reino escondido: historia del mayor secreto de los Andes (2017, Esfera de los libros)[24]

- Inquietos vascones. Relatos viajeros de escritores vascos y navarros (2013, Desnivel)

- Doctor... supongo (Gestas históricas de médicos aventureros) (2012, Ikusager)

- Apuntes de la Guinea (2011, Ikusager)

- La aventura del Muni (2010, Ikusager)

- Voces fronterizas (2008, Psikor)[25]